# Ernst-Reuter-Schule (Berlin)
Die Ernst-Reuter-Schule im Berliner Ortsteil Gesundbrunnen des Bezirks Mitte ist eine Integrierte Sekundarschule (ISS) mit gymnasialer Oberstufe im gebundenen Ganztagsbetrieb. Derzeit (Schuljahr 2023/2024) besuchen circa 1000 Schüler die bestehende 6-4 zügige ISS. Die Schule liegt zwischen der Stralsunder und der Bernauer Straße in unmittelbarer Nachbarschaft zur Gedenkstätte Berliner Mauer.

## Geschichte

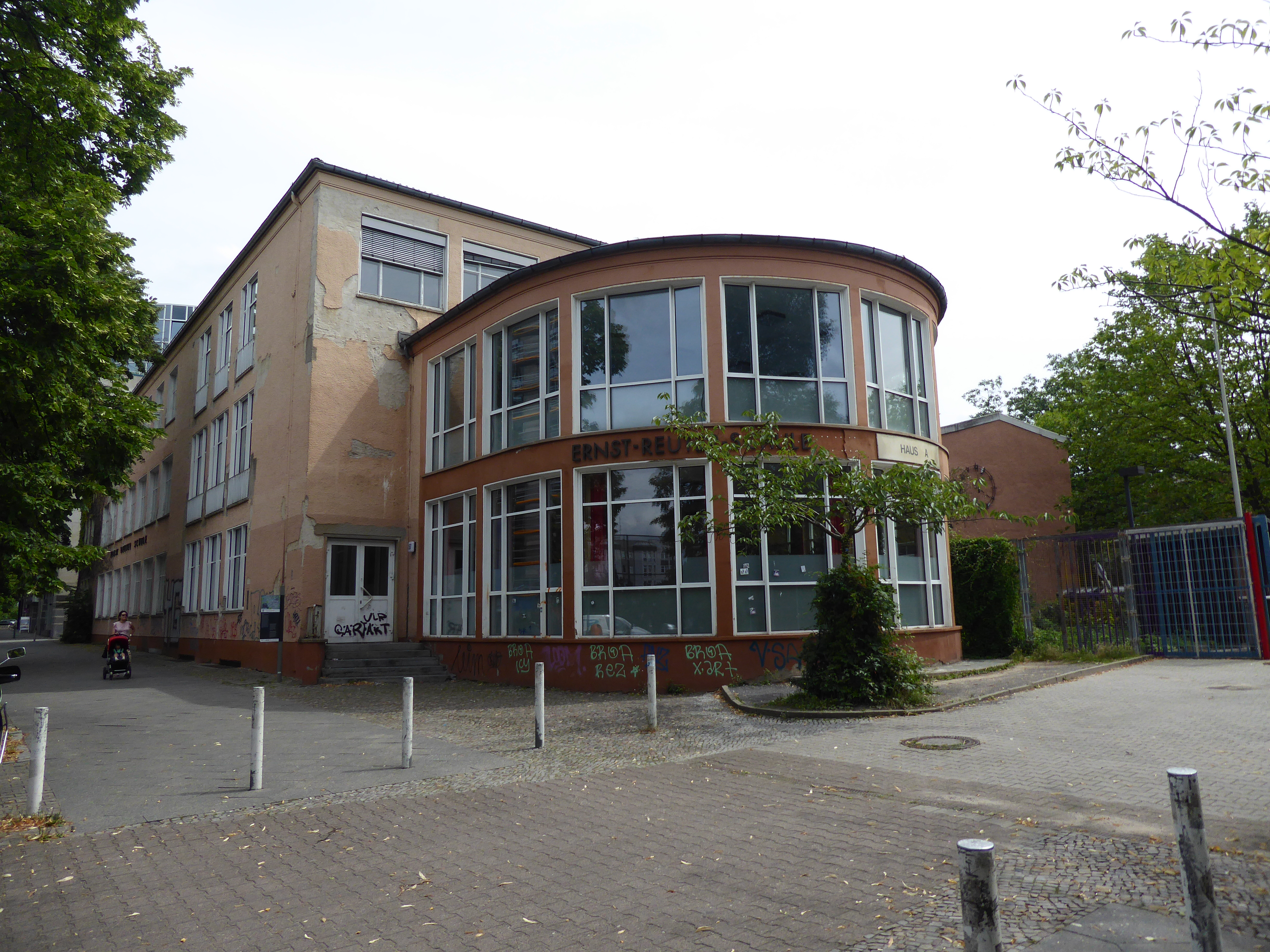
Ernst-Reuter-Schule in der Stralsunder Straße

Kurz vor der Einweihung der „9. Oberschule Praktischen Zweiges“ verstarb am 29. September 1953 der erste Regierende Bürgermeister Berlins Ernst Reuter. Nur zwei Wochen später, am 12. Oktober wurde die Schule eröffnet und am 9. Dezember 1953 auf Antrag von Otto Suhr, dem Präsidenten des Berliner Abgeordnetenhauses, spontan in „Ernst-Reuter-Schule“ umbenannt. Das war aus zwei Gründen naheliegend: Zum einen lag die neue Schule im ehemaligen Wahlkreis Ernst Reuters und zum anderen stand die Schulform „Praktischer Zweig“ für ein zentrales Anliegen des Sozialdemokraten Ernst Reuter: Die Bildungsansprüche der Jugend in der damals noch jungen demokratischen Gesellschaft zu fördern. So heißt es im ersten Schulprogramm von 1953: „Die Schule soll Begabung nicht allein statisch vorgeben, sondern durch Anreize, durch Handeln und Begreifen z. B. in Projekten gewissermaßen herausfordernd aufbauen.“ (25 Jahre Ernst-Reuter-Schule, Zeitschrift zum 25jährigen Jubiläum der Ernst-Reuter-Oberschule) Die Elternschaft in die pädagogische Arbeit einzubinden, war dabei der ausdrückliche Wunsch des ersten Leiters der Schule, Walter Scheunemann (1953–1960).
Das starke pädagogische Selbstverständnis der Ernst-Reuter-Schule, die nach dem 13. August 1961 die Schule an der Mauer wurde, blieb über die Jahre und auch unter den Schulleitern Ulrich J. Kledzik (1960–1963) sowie Horst Koffke (1963–1966) erhalten. Vor allem aber ihr langjähriger Leiter, der Urberliner Rudolf Huth (1966–1988), setzte mit dem ihm eigenen Humor, viel Unverdrossenheit und einem engagierten Kollegium ein vielbeachtetes Modellprojekt „zur sozialen Integration durch intensiven Medieneinsatz und durch gezielte Maßnahmen im außerunterrichtlichen Bereich“ um. In einer Würdigung von 1978 schrieb sein Vorgänger Kledzik: „Wenn man allen Ernstes die Forderung nach individueller Selbstverwirklichung des Einzelnen, nach sinnvoller Teilnahme am Kulturgeschehen und politischer Verwirklichung für alle Mitglieder unserer Gesellschaft stellt, dann sind an der Ernst-Reuter-Schule nun die Akzente gesetzt, die [...] alle Gruppen der Gesellschaft integrieren und so differenziert angelegt sind, dass jeder Einzelne tatsächlich erreicht wird.“ (25 Jahre Ernst-Reuter-Schule, Zeitschrift zum 25jährigen Jubiläum der Ernst-Reuter-Oberschule) Bereits seit 1973 strebte die Schule unter Rudolf Huth die Umwandlung von einer Hauptschule (seit 1967) in eine Gesamtschule an. Im Jahre 1980 war es dann soweit. Die integrierte Ganztagsgesamtschule konnte in einem erweiterten Schulbau die ersten Schüler im 7. Jahrgang aufnehmen. Ab dem Schuljahr 1983/84 wurde die Schule in „Ernst-Reuter-Oberschule“ umbenannt und war nun eine reine Gesamtschule mit 1050 Schülern sowie ca. 100 Lehrkräften.
In den Wendejahren übernahm Gesamtschuldirektor Ulrich Kopitzki die Leitung der Ernst-Reuter-Schule (1988–2006). Aus einer Randlage im Schatten der Mauer rückte die Schule plötzlich in die neue Mitte Berlins. Doch die sozialräumlichen Gegebenheiten im damaligen Bezirk Wedding verschlechterten sich. Bereits in den 1980er Jahren wurden etliche industrielle Produktionsstätten aufgegeben (AEG und Osram) oder gingen in Konkurs (Rotaprint). Damit verbunden war eine Verarmung der Bevölkerung, was dazu führte, dass das Armutsrisiko in Wedding und Gesundbrunnen bis heute deutlich höher ist als in vielen anderen Bezirken Berlins. Die Ernst-Reuter-Oberschule reagierte auf die Veränderungen mit der Schärfung ihres Profils. Neue Schwerpunkte bildeten nun Naturwissenschaften, Sport, Kunst und die Integration von Schülerinnen und Schülern mit sonderpädagogischem Förderbedarf.
Im Jahr 2006 erfolgte dann unter dem neuen Schulleiter Uwe Schurmann (2006–2014) die Fusion mit der Oberschule am Köllnischen Park. Diese hatte zwar eine gymnasiale Oberstufe, aber sie war zu wenig nachgefragt. Deswegen wurde sie aufgelöst und kam mit ihrer Oberstufe zur Ernst-Reuter-Oberschule. Der Prozess des Zusammenwachsens gestaltete sich schwierig, unterschiedliche Schul- und Führungskulturen prallten aufeinander. Der für die Schule zuständige externe Schulberater, Meinhard Jacobs, bestätigt diese Einschätzung: „Es sind damals einfach zwei Schulen zusammengeworfen worden. Nach meiner Kenntnis hat nie ein Prozess des eigentlichen Zusammenwachsens stattgefunden. Das ist ganz gut an den Ergebnissen der Inspektion des Jahres 2016 erkennbar.“ Gleichzeitig stellte auch die Berliner Schulstrukturreform von 2010 die nun größte Integrierte Sekundarschule des Bezirks Mitte vor einige Herausforderungen. In den Jahren 2014–2016 häuften sich die Fälle von Gewalt an der Schule. Die Ernst-Reuter-Oberschule galt nun als Berlins schwierigste Schule in der Nachfolge der mit viel Einsatz reformierten Rütli-Schule.
Seit 2016 knüpft die Ernst-Reuter-Schule - inzwischen wieder mit ihrem alten Namen - an ihre erfolgreiche Vergangenheit an. Unter Schulleiter Andreas Huth (2016–2024), dem Sohn des langjährigen Rektors Rudolf Huth, gelang es nach und nach, die Schule zu konsolidieren. Die Verbesserungen fanden sich auch im Bericht der Inspektion vom 1. Juli 2019 wieder, welcher der Schule deutliche Erfolge bescheinigte. Insbesondere bei der Qualität der Schulabschlüsse und der niedrigen Zahl an Abgängern ohne Schulabschluss konnte die Ernst-Reuter-Schule überdurchschnittlich gute Ergebnisse vorweisen. Seit 2020 stehen vor allem der geplante Schulneubau durch die Howoge sowie das neue Profilkonzept der Schule im Mittelpunkt der Schulentwicklung. Außerdem hat die Schule eine ganze Reihe von Maßnahmen und Umstrukturierungen vollzogen, um im nach wie vor schwierigen Umfeld möglichst erfolgreich und nachhaltig gemeinsam mit ihren Schülerinnen und Schülern zu arbeiten. Und somit gilt noch immer das Wort Rainer Maria Rilkes, mit dem die Schule 1953 eingeweiht worden war (und das seither im Foyer hängt): „Es ist eine Schule, die sich nicht für fertig hält, sondern für etwas Werdendes, daran die Kinder selber, umformend und bestimmend, arbeiten sollen. Die Kinder, in enger und freundlicher Beziehung mit aufmerksamen, lernenden, vorsichtigen Erwachsenen, Menschen, Lehrern, wenn man will.“
Zum 1. August 2024 wurde Marc Eggert zum neuen Schulleiter der Ernst-Reuter-Schule berufen.

## Schulprofil
Die Ernst-Reuter-Schule ist eine Integrierte Sekundarschule (ISS) mit einer eigenen gymnasialen Oberstufe. Wie bei jeder ISS gibt es kein Probejahr und die Kinder haben mit der 11. Klasse ein Jahr mehr Zeit, um sich auf das Abitur vorzubereiten. Auf der Ernst-Reuter-Schule lernen ungefähr 1000 Schüler, die von rund 130 Lehrkräften, Erziehern sowie Schulsozialarbeitern unterrichtet und betreut werden (Schuljahr 2021/22). Jede Klasse hat in den Jahrgängen 7–10 zwei Klassenleitungen und eine Erzieherin oder Sozialarbeiterin als festes Team, die die Klassen betreuen und bei allen Fragen die ersten Ansprechpartnerinnen sind. Zu Beginn eines Schuljahres und zum Halbjahr führen die Klassenleitungen mit den Schülerinnen und Schülern regelmäßig Bilanz- und Zielgespräche, um den Lernprozess möglichst gut begleiten zu können. Um die Begabungen und Interessen der Schülerinnen und Schüler bestmöglich zu fördern, hat jede Klasse ein Profil für zusätzliche projektorientierte Stunden. Auch durch diese Organisationsform wird der Zusammenhalt in der Klasse gestärkt.
Das pädagogische Grundverständnis der Ernst-Reuter-Schule besteht darin, dass jedes Kind neugierig ist und über Begabungen verfügt. In Profilen eröffnet die Ernst-Reuter-Schule ihren Schüler der Jahrgänge 7–11 Wege, Neugier und Begabungen in Projekten jenseits des Fachunterrichts zu entdecken und für den individuellen Lernerfolg nutzbar zu machen. Im Zentrum der Projektarbeit stehen dabei die Interessen der Kinder. Ob Forschung, Ökologie und Technik, ob eher künstlerisch-kreative oder sprachlich-narrative Arbeit, ob informative Filme oder kritische Zeitungsartikel – die Schule bietet für alle Schüler spannende, erfahrungsorientierte Projekte, in denen sie sich entwickeln können. Im Rahmen einer halbjährlich stattfinden Profilwoche stellen alle Profilklassen ihre Ergebnisse den Mitschülern und Eltern vor. Das Lernen jenseits des üblichen Unterrichts findet in vier Profilen statt:
- Natur und Technik: In diesem Profil liegt der Schwerpunkt auf Ökologie, Wissenschaft, technischem Know-how und Forschung (Projekt „Schul-Teich“, das Vivarium, ERS-Imkerei, der Schulgarten).
- Kultur und Arbeit: Künstlerisch-musische, kreative-praktische, sowie handwerkliche Kompetenzen stehen hier im Mittelpunkt (Schul-Musical, Kiezerforschung, Siebdruck, Kochen, Stop-Motion-Film, Hörspiel).
- Politik und Gesellschaft: Hier werden Aspekte der Gesellschaft und des eigenen Lebens kritisch diskutiert und Projekte realisiert (Schülerzeitung, Kooperation Gedenkstätte Berliner Mauer, UNESCO-Projektschule).
- Sprache und Welt: Interkulturelle Projekte und die Erweiterung des Weltwissens durch Fremdsprachen stehen im Fokus (Erasmus+, Buchprojekte, Schüler-Austausch, UNESCO-Weltkulturerbe, Schülerzeitung).

## Abschlüsse
In den Abschlussklassen fördert die Schule leistungsstarke Schüler in Zusatzkursen intensiv in Hinblick auf die Oberstufe und organisiert ein Angebot an Berufsorientierung. Durch Prüfungsvorbereitung unterstützten sie die Jugendlichen auf ihrem Weg zum Abschluss.
Als Integrierte Sekundarschule bietet die Ernst-Reuter-Schule den Schülern 13 Jahre Unterricht. Die 11. Klasse wird genutzt, um intensiv auf die Abiturphase vorzubereiten. Die Jugendlichen können aus Kursen wählen, wie z. B. Theater, Philosophie, Informatik und Wirtschaft. Außerdem haben sie die Möglichkeit, Spanisch und Französisch als 2. Fremdsprache ab dem 11. Jahrgang zu belegen. Alle Sprachkurse machen eine Kursfahrt ins Land ihrer Sprache. In der Abiturphase werden Leistungskurse in Biologie, Chemie, Deutsch, Englisch, Geschichte, Kunst, Mathematik, Physik und Politikwissenschaft angeboten. An der Schule sind folgende Abschlüsse möglich: Der BoA, der BBR, der eBBR, der MSA, die Fachhochschulreife (schulischer Teil) sowie das Abitur nach drei Jahren. Die Gymnasiale Oberstufe beschult im Durchschnitt 300 Schülerinnen und Schüler.

## Sprachen
Die Schule bietet Unterricht in Englisch, Französisch, Spanisch und Türkisch an. Seit dem Schuljahr 2020/2021 wird im 7. Jahrgang das Profil „Sprache und Welt“ angeboten. Teil des Profils sind bilinguale Angebote im Fachunterricht der Profilklasse. Im AG Bereich können außerdem Italienisch, Arabisch, Norwegisch und Russisch erlernt werden. Die Ernst-Reuter-Schule nimmt am Programm Erasmus+ teil. Dieses fördert die Europabildung und lässt die Kinder die erlernte Sprache in konkreten praxisorientierten Handlungssituationen anwenden. Dafür verbindet Erasmus+ europäische Partnerschulen, um die Schüler im interkulturellen Austausch und internationalen Lernszenarien die Sprache lernen zu lassen. Die Kommunikation in der Zielsprache wird im Dialog gefördert, entweder analog im Schüleraustausch oder digital über die eTwinning Plattform. So können sich Jugendliche vernetzen, austauschen und Projekte starten und können die Zielsprache praxisorientiert und motivierend einsetzen. Förderung der Europabildung durch konkreten Austausch und europäische Begegnungen.

## Sprachförderung
Der pädagogischen Arbeit an der Ernst-Reuter-Schule liegt ein Sprachförderkonzept zugrunde. Jeden Tag werden in der Schule Texte gelesen, die häufig komplexe Sprache enthalten (Das kann Fachsprache sein, aber auch alltägliche Begriffe wie „Saatgut“), welche für viele Kinder heutzutage eine sprachliche Hürde darstellen. Wie können Schüler diese Texte besser verstehen und mit ihnen arbeiten? Hier setzt die Sprachbildung an. Die Kinder lernen verschiedene Methoden, wie sie Aufgaben verstehen, Texte entschlüsseln (Lesestrategien), ihren Wortschatz erweitern und selbst Texte schreiben können.
Die Ernst-Reuter-Schule hat zwei Schwerpunkte im Bereich der Sprachbildung beschlossen, die in allen Fächern und Jahrgängen (7–10) umgesetzt werden: Sprachsensible Textarbeit und die Arbeit mit Operatoren, um Arbeitsaufträge gut zu verstehen und umzusetzen.

## Berufsorientierung und Berufsvorbereitung
Bei der Berufsorientierung und Berufsvorbereitung kooperiert die Ernst-Reuter-Schule mit dem CJD Berlin-Brandenburg sowie im Projekt LeLe mit dem FVAJ (Individuelle Perspektivberatung zur beruflichen Orientierung sowie Unterstützung bei der Praktika- und Ausbildungssuche für die Klassenstufen 9 und 10). Im „Dialograum“ stehen dabei im Zentrum:
- Berufliche Interessen: Über alle Jahrgangsstufen hinweg wird an den beruflichen Interessen und Zielen gearbeitet. Diese sind der Motor für die Berufsorientierung der Schüler.
- Feststellung von Stärken: Die Schüler durchlaufen zwei Kompetenzmodule mit folgenden Schwerpunkten: 9. Jahrgang „Praxistage-Stärken im beruflichen Handeln“, 10. Jahrgang „Berufswahlkompetenz“. Am Ende steht jeweils ein individuelles Auswertungsgespräch.
- Praxiserprobungen: Die Schüler haben die Möglichkeit in Klasse 9 an einem Pflichtpraktikum und in Klasse 10 an einem freiwilligen Praktikum teilzunehmen. Die Suche nach geeigneten Praktikumsplätzen wird von der BVBO eng begleitet. Zudem gibt es für alle Schüler in Klasse 9 Praxistage in Betrieben, Innungen und Fachschulen.
- Ergänzende Betriebsbegegnungen: In alle Angebote der BVBO werden so viele Betriebe wie möglich einbezogen. In der 8. Klasse gibt es drei betriebliche Schnuppertage, in der 9. Klasse einen intensiven, praxisbetonten Betriebsexkursionstag und in der 10. Klasse einen großen Bewerbertag, an dem jährlich bis zu 30 Betriebe teilnehmen und sich die Schüler bei zweien nach Interesse in einem Bewerbungsgespräch vorstellen können.
- Selbstaktives Handeln: Die Schüler dokumentieren ihre Berufsorientierung im Berufswahlpass und einem BO-Portfolio und erstellen mit Unterstützung des Bewerberbüros Unterlagen für die Bewerbung auf Praktika und Ausbildungen. Grundlagen in der Berufswahlkompetenz werden in zwei Projekttagen, 9. Klasse „Erfolgreich in der Praktikumssuche“ und 10. Klasse „Erfolgreich beim Bewerbertag“ gesetzt.
- Einbeziehung der Lehrkräfte und Erziehungsberechtigten: Die Ergebnisse der BVBO werden mit Zustimmung der jeweiligen Schüler an die Lehrkräfte weitergegeben, so dass dann auch unter Einbeziehung der Eltern weitere individuelle schulische Unterstützungsangebote umgesetzt werden können.

## MINTart
Die Verbindung des MINT-Bereichs (Mathematik, Informatik, Naturwissenschaft und Technik) mit den Künsten (Bildende Kunst, Theater und Musik) ist ein wichtiges Anliegen der Ernst-Reuter-Schule. Seit 2020 wird mit der benachbarten Gustav-Falke-Grundschule die Entwicklung eines MINT-Zentrums mit sozialräumlicher Öffnung im Rahmen eines gemeinsamen, beide Schulstandorte umfassenden Campus vorangetrieben. Dabei geht es darum, im Sinne eines zusammenhängenden pädagogischen Prozesses im Interesse der Kinder und Jugendlichen gemeinsame inhaltliche Ziele zu definieren, ein bildungsbiografisch orientiertes MINT-Curriculum von Klasse 1 bis Klasse 13 zu entwickeln, Übergänge gut zu gestalten, gemeinsame Projekte abzustimmen, räumliche Möglichkeiten gemeinsam zu nutzen und die Zusammenarbeit der Lehrkräfte über Schulstufengrenzen hinweg zu fördern.

## Weitere Projekte
Als anerkannte Bega-Schule (Schule mit Begabungsförderung) bietet die Ernst-Reuter-Schule ihren Schülern Angebote und Kurse. Sie verfügt über einen Makerspace u. a. für Robotik, ein Vivarium, eine Imkerei, einen Schulgarten, ausgestattete Werkstätten und setzt zur Förderung der Kreativität zunehmend digitale Medien ein (Film, Kunst und Design, Schulradio). Die Ernst-Reuter-Schule ist außerdem eine UNESCO-Projektschule und akkreditierte Erasmus+ Schule. Neben der Erziehung zur Nachhaltigkeit, die durch einen Schulgarten und Schülerfirmen für Catering und textiles Gestalten besonders gefördert werden, sind das Interkulturelle Lernen und das Thema Menschenrechte Schwerpunkte des Schulcurriculums. Die Ernst-Reuter-Schule kooperiert eng mit der Gedenkstätte Berliner Mauer und beteiligt sich als Erasmus-Schule an Projekten zum internationalen Austausch. Etabliert ist die Nutzung einer digitalen Lernplattform. Die Schule verfügt über ein Konzept zur digitalen Bildung sowie über ein übergreifendes Sprachförderkonzept, das auch vom Zentrum für Sprachbildung Berlin genutzt wird. Die Sekundarschule möchte „umfassend und frühzeitig“ auf Beruf und Studium vorbereiten. Ein zentraler Bereich der Schule ist daher die Berufsorientierung, für die ein Dialog-Raum eingerichtet ist, um die Schüler auf die Durchführung von Berufspraktika, Bewerbungen vorzubereiten. Ab Klassenstufe 9 wird aber auch in speziellen Kursen auf die Anforderungen des Abiturs vorbereitet.

## Kooperationen
Die Ernst-Reuter-Schule kooperiert in Projekten mit dem Pfefferwerk: Das Pfefferwerk bewirtschaftet die Mensa, stellt die Mitarbeiter der Schulsozialarbeit, die Ersthelferin der Schule sowie eine Elternlotsin. Außerdem realisiert das Pfefferwerk gemeinsam mit der Schule zwei Praxisklassen in den Jahrgängen 9 und 10. Gemeinsam mit der Initiative Gesicht zeigen! wird eine AG Empowerment angeboten. Direkt an der ehemaligen Mauer gelegen, besteht eine Kooperation der Ernst-Reuter-Schule mit der Stiftung Berliner Mauer. Seit Jahren ist die Ernst-Reuter-Schule eine UNESCO-Projektschule. Seit einigen Jahren besteht außerdem eine Kooperation zwischen der Ernst-Reuter-Schule und dem Violence Prevention Network (VPN) im Bereich Antidiskriminierung und Umgang mit Antisemitismus. Diese Zusammenarbeit bewegt sich im größeren Zusammenhang eines konstruktiven und produktiven Umgangs mit Diversität und der Fähigkeit zur demokratischen Teilhabe. Die Schüler der Jahrgänge 10 und 11 nehmen an Workshops zu den Themen Interreligiösität (Jahrgang 10) sowie Identität und Zusammenleben (Jahrgang 11) teil. Auch mit dem Projekt Heroes besteht eine langjährige Zusammenarbeit. Die Schüler des 9. Jahrgangs besuchen Projekte der geschlechterreflektierenden Jugendarbeit. Seit 2022 kooperiert die Ernst-Reuter-Schule auch mit der Hochschule für Schauspielkunst Ernst-Busch.

## Gebäude

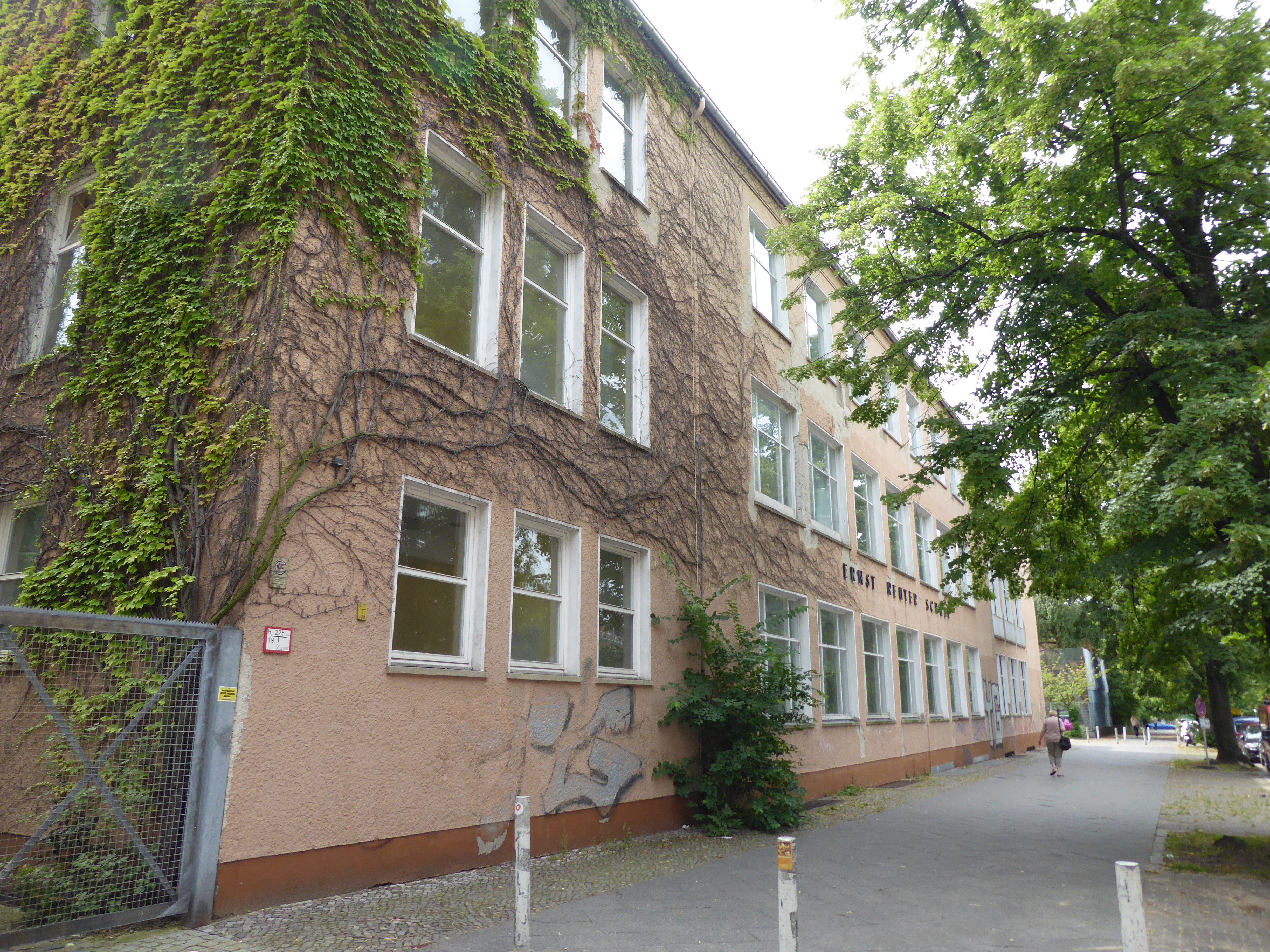
Gebäude der Ernst-Reuter-Schule

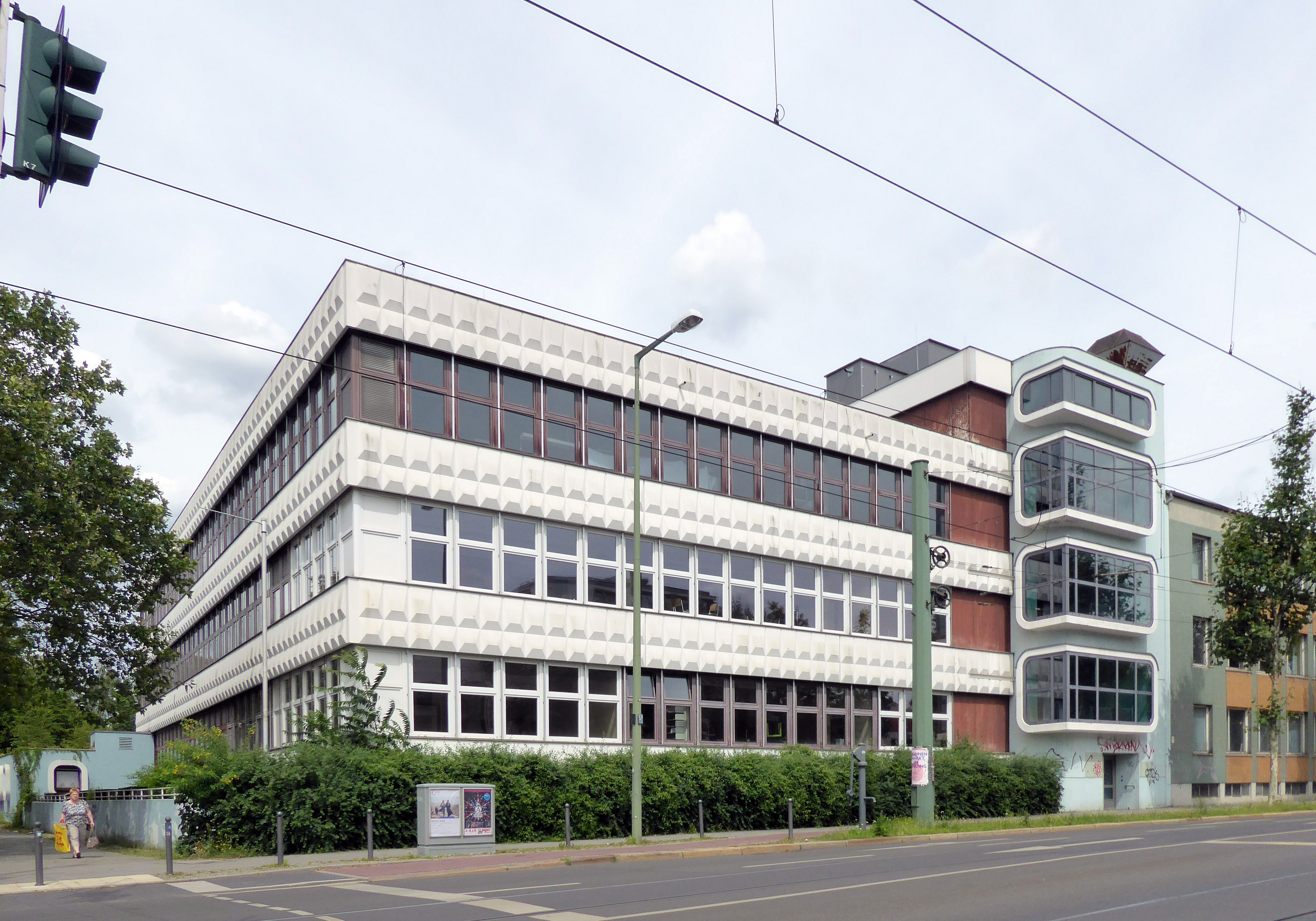
Ernst-Reuter-Schule in der Bernauer Straße

Der Schulkomplex der Ernst-Reuter-Schule wurde in mehreren Bauphasen errichtet. Die 1952–55 errichtete und 1957–58 erweiterte Ernst-Reuter-Schule an der Stralsunder Straße 57 ist mit ihrer aufgelockerten, nach Licht, Luft und Sonne strebenden Bauweise ein Beispiel für den Schulbau der Nachkriegszeit. Magistratsoberbaurat Kleinert und Heinz-Bolko Müller, beschäftigt im Hochbauamt Wedding, entwarfen niedrige, freistehende Schulgebäude mit regelmäßig gereihten Fenstern, die sich um gartenähnlich gestaltete Freiflächen gruppieren. An der Stralsunder Straße setzt ein dreigeschossiger Verwaltungs- und Fachklassentrakt den geschlossenen Blockrand fort. Zum Schulhof vermittelt ein halbrunder Vorbau, der sich mit großen Fensterflächen nach außen öffnet. Über dem Speiseraum liegt der Musiksaal. Die beiden versetzt angeordneten zweistöckigen Klassentrakte sind über verglaste Gänge miteinander verbunden. Immer zwei Klassenzimmer besitzen ein gemeinsames Treppenhaus. Die Schulgebäude erhielten einen grauen Kratzputz, rostbraune Dachflächen aus Wellasbestzement und fein profilierte Fenster mit rot abgesetzten Sprossen. Die geschlossenen Giebelwände wurden mit einer Außenuhr und einer Sgraffito-zeichnung geschmückt. In einem zweiten Bauabschnitt errichtete das Hochbauamt Wedding eine ausgedehnte Dreiflügelanlage, von der nur der geschwungene zweistöckige Zeilenbau, der den Schulhof begrenzt, unverändert erhalten ist. Der Verbindungstrakt zum Turnhallenflügel an der Bernauer Straße wurde 1975–78 durch ein größeres Schulhaus ersetzt.
Zusammen mit der Anna-Lindh-Grundschule im Ortsteil Wedding wird die Ernst-Reuter-Schule in einem Senatsdossier als „Großschadensfall“ geführt.